# 线粒体内膜
线粒体内膜（英語：inner mitochondrial membrane，缩写为“IMM”）是位于线粒体外膜内侧，包裹着线粒体基质的一层单位膜。线粒体内膜比外膜稍薄，厚约5-6nm。线粒体内膜中蛋白质与磷脂的质量比较高（约为0.7:0.3），并含有大量的心磷脂（心磷脂与磷脂的质量比约为0.22:0.78）。线粒体内膜的某些部分会向线粒体基质折叠形成嵴，嵴的形成可大大增加该膜的表面积。线粒体内膜的标志酶是细胞色素氧化酶。
线粒体内膜的脂质组成与细菌细胞膜的相似，这一现象可利用内共生假说解释。该假说认为线粒体是由被真核细胞胞吞后内化的原核细胞衍变而来的。

## 功能
线粒体内膜含有比外膜更多的蛋白质，所以承担着更复杂的生化反应。存在于线粒体内膜中的蛋白质主要可分为如下几类，它们分别负责不同的生理过程：
1. 运输酶与载体蛋白：运输酶可进行各种代谢产物和中间产物的运输。此外，内膜中还有一些特异性载体蛋白，运输钙离子、磷酸、谷氨酸、鸟氨酸及核苷酸等。
2. 生物大分子合成酶类：完成某些重要生物合成的酶。线粒体是线粒体DNA和线粒体RNA等生物大分子合成的场所。
3. 参与电子传递和ATP合成的酶类：这类酶是线粒体内膜的主要成分，参与电子传递和三磷酸腺苷（adenosine triphosphate，简称“ATP”）的合成。
4. 控制线粒体分裂与融合的蛋白质。

## 通透性
线粒体内膜不含有孔蛋白，所以通透性较线粒体外膜低。此外，线粒体内膜中的心磷脂与离子的不可渗透性有关。相对于外膜而言，内膜对于大多数的核苷、糖类以及较小的离子等都是不通透的，这些物质进出线粒体内膜需要利用各自对应的特异性载体。线粒体内膜对大多数离子的低渗透性为其建立质子梯度、驱动ATP合成并行驶其他正常功能提供了保证。